# ジェイ・プラス
株式会社ジェイ･プラスは、東京都中央区に本社を置く化学メーカー。
協和醱酵工業の化学品部門（現・KHネオケム）と三菱化学（現・三菱ケミカル）の合弁会社として発足、可塑剤（かそざい）の開発、製造、販売を行っている。
国内トップシェアを占め、代表的な可塑剤であるフタル酸エステルでは国内3か所に生産拠点を持つほか、特殊可塑剤も有する、総合可塑剤メーカー。

## 概要
事業内容可塑剤事業
フタル酸エステル（DOP,DINP,DIDP 等）、アジピン酸エステル（DOA,DINA 等）
トリメリット酸エステル（TOTM 等）、ポリエステル、その他特殊可塑剤

## 沿革
- 1949年 - 協和醱酵工業、フタル酸エステルの生産を開始。
- 1953年 - モンサント化成工業[2]、フタル酸エステルの生産を開始。
- 1963年 - 協和醱酵工業、大協和石油化学[3]にてフタル酸エステルの生産を開始。
- 1966年 - 協和醱酵工業の化学品製造子会社として協和油化設立、大協和石油化学の可塑剤生産を併合。
- 1994年 - 三菱化学発足。三菱化成ビニル（旧・モンサント化成工業）の可塑剤事業を併合。
- 2000年 - 協和醱酵工業と三菱化学両社の可塑剤事業を統合、ジェイ･プラス発足。

## 事業拠点
営業拠点東京本社、大阪営業部
製造拠点千葉工場、川崎工場、四日市工場